# Эвертон (футбольный клуб)
«Э́вертон» (полное название — Футбольный клуб «Эвертон», англ. Everton Football Club, английское произношение: [ˈɛvərtən 'futbɔ:l klʌb]) — английский профессиональный футбольный клуб из Ливерпуля, графство Мерсисайд, Северо-Западная Англия. Выступает в Премьер-лиге, высшем дивизионе в системе футбольных лиг Англии. Домашние матчи начиная с сезона 2025/26 проводит на стадионе «Хилл Дикинсон». До этого выступал на стадионах «Энфилд» (1884—1892) и «Гудисон Парк» (1892—2025).
По состоянию на сезон 2025/26, клуб проводит свой 123-й сезон в высшем дивизионе чемпионата Англии, что является рекордным показателем среди всех английских клубов. Клуб также 9 раз становился чемпионом Англии, что является пятым результатом среди английских клубов. «Эвертон» непрерывно играет в высшем дивизионе английского футбола с 1954 года и является одним из клубов-основателей Премьер-лиги в 1992 году.
«Эвертон» был основан в 1878 году и является одним из клубов-основателей Футбольной лиги Англии в 1888 году. Свой первый чемпионский титул «ириски» выиграли в сезоне 1890/91. Последним на сегодня трофеем «Эвертона» является Кубок Англии 1995 года.
Главным тренером команды с 11 января 2025 года является Дэвид Мойес, назначенный на эту должность после увольнения Шона Дайча. Действующий капитан команды — Шеймус Коулман, сменивший в этой роли покинувшего клуб в 2019 году Фила Ягелку.

## История

### Основание клуба
«Эвертон» был основан в 1878 году при англиканской церкви Святого Доминго в районе Ливерпуля Эвертон. Начиная с 1876 года, прихожане церкви летом играли в крикет, но в него было невозможно играть зимой, поэтому они обратили свой взгляд на футбол. Первоначально клуб получил название «Сент-Доминго» (англ. St. Domingo’s Football Club), но вскоре стал привлекать интерес людей живущих не только возле церкви, из-за чего в ноябре 1879 года на собрании в отеле «Queen’s Head» было принято решение о переименовании клуба в «Эвертон».
Свои первые матчи «Эвертон» играл на поле Стэнли-Парка, но когда количество зрителей, ходивших на матчи клуба, стало стремительно расти, клуб был вынужден переехать на новый стадион, и в 1882 году им стал «Прайори Роуд». Однако спустя какое-то время владелец поля, которому не нравилось, что в дни матчей болельщики слишком шумят, попросил команду покинуть его, и президент клуба Джон Хоулдинг за небольшую сумму арендовал участок земли на Энфилд Роуд у своего друга Джона Оррела. Первый матч на «Энфилде» клуб провёл 28 сентября 1884 года против клуба «Эрлстаун» и победил со счётом 5:0.

### Основание Футбольной лиги

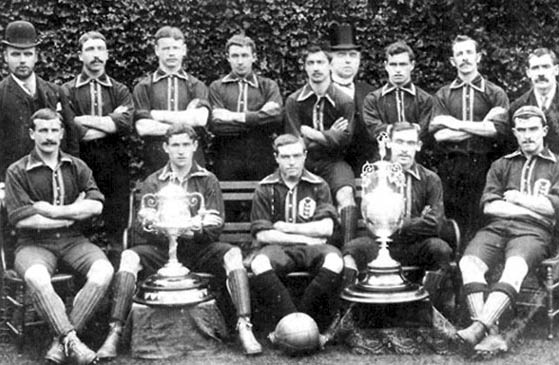
«Эвертон» в 1891 году

В 1888 году «Эвертон» вошёл в число основателей Футбольной лиги. Первый сезон сложился для команды не очень удачно и «Эвертон» занял лишь восьмое место, но уже в следующем году «Эвертон» стал вторым, а ещё спустя год, клуб впервые в своей истории стал чемпионом Англии.
Тем временем, Хоулдинг, который к тому времени был уже владельцем стадиона, стал пытаться всё больше и больше наживаться на «Эвертоне», повысив стоимость аренды клубом стадиона. В результате одного из собраний футбольного клуба было решено, что Хоулдинг будет уволен, а «Эвертон» покинет «Энфилд» и переберётся на «Гудисон Парк». Хоулдинг и Оррел же, оставшись со стадионом, но без клуба, решили создать новый клуб — «Ливерпуль». Последний свой матч на «Энфилде» «Эвертон» сыграл 18 апреля 1892 года с «Болтоном».
После переезда на «Гудисон Парк» «Эвертону» четыре раза удалось достигнуть финала Кубка Англии до Первой мировой войны — в 1893, 1897, 1906 и 1907 годах. Но покорился «Эвертону» трофей лишь однажды. 21 апреля 1906 года «Эвертон» смог переиграть «Ньюкасл Юнайтед» со счётом 1:0. Остальные три финала были проиграны «Вулверхэмптону», «Астон Вилле» и «Шеффилд Уэнсдей» соответственно.
Второй титул чемпиона страны «Эвертону» удалось выиграть в сезоне 1914/15, который стал последним перед Первой мировой войной.

### Годы между войнами
В 1925 году «Эвертон» пополнился 18-летним форвардом Уильямом Дином, более известным как Дикси Дин, который впоследствии стал одним из величайших бомбардиров в истории английского футбола. За талантливого футболиста «Эвертон» заплатил соседям из «Транмир Роверс» 3000 фунтов. В своём первом сезоне за «Эвертон» 1925/26 нападающий забил 32 мяча в 38 играх.
Перед вторым сезоном в составе «ирисок» Дин попал в аварию на своём мотоцикле. После аварии Дикси в течение 36 часов находился в состоянии комы; врачи заявляли, что у него очень мало шансов продолжить карьеру, но Дин смог опровергнуть эти утверждения, и быстрыми темпами пошёл на поправку. Более того в сезоне 1927/28 ему удалось установить рекорд результативности, непобитый до сих пор — 60 мячей за сезон. В том сезоне «Эвертону» в третий раз в своей истории удалось стать чемпионом Англии.
В сезоне 1929/30 «Эвертон» впервые вылетел во второй дивизион, но спустя сезон вернулся в первый. Четвёртый чемпионский титул пришёл к «Эвертону» в первом же году после возвращения в элиту — в сезоне 1931/32.
В 1933 году «Эвертон» выиграл Кубок Англии. В финале на футболках игроков впервые использовались номера. Дин выступал под 9 номером. С тех пор «девятка» на спине стала синонимом забивного нападающего, как на национальном, так и на международном уровне футбола.

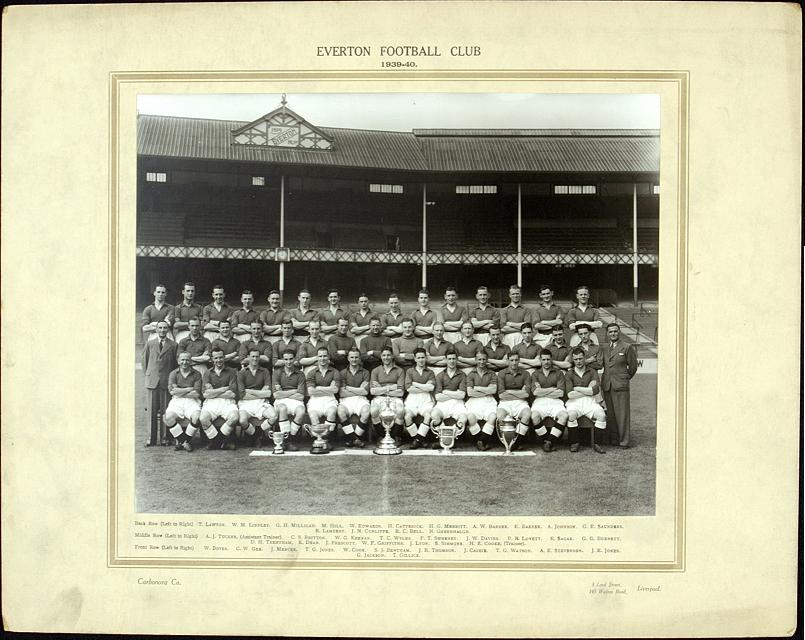
«Эвертон» в незаконченном сезоне 1939/40

Почти до конца 1930-х годов «Эвертон» не добивался особых успехов, так как в команде происходила смена поколений. И в сезоне 1938/39 «Эвертон» с Джо Мерсером, Ти Джи Джонсом и Томми Лоутоном в составе вновь выиграл чемпионат Англии. 19-летний Лоутон забил в том сезоне 34 мяча. Но началась Вторая мировая война, положившая конец команде, которая могла добиться очень многого.

### 1940-е и 1950-е годы
Считается, что самое худшее десятилетие в истории «Эвертона» — 1990-е годы. Однако это не так — послевоенный период был ещё хуже. В 1946 году чемпионская команда-1939 быстро распалась. Томми Лоутон был продан в «Челси», Джо Мерсер — в «Арсенал». Из прежних лидеров в команде остался только вратарь Тед Сейгар.
В 1948 году произошла отставка тренера команды Тео Келли и назначение на его место бывшего игрока команды Клиффа Бриттона, под руководством которого «Эвертон» в сезоне 1950/51 во второй раз в истории вылетел во второй дивизион. На этот раз «Эвертону» потребовалось 3 сезона, чтобы вернуться обратно. С тех пор «ириски» неизменно выступают в высшем дивизионе английского футбола.

### Эпоха Гарри Каттерика
1960-е годы рассматриваются многими болельщиками как золотая эра футбольного клуба. После кризиса 1950-х команду в 1961 году возглавил Гарри Каттерик из «Шеффилд Уэнсдей». В первый полный для Каттерика сезон «Эвертон» пропустил меньше голов, чем любая другая команда лиги и в итоге занял четвёртое место.
В следующем сезоне «ириски» проиграли лишь 6 матчей из 42 и в шестой раз взяли титул чемпиона Англии. Особенно ярко в том составе «Эвертона» выделялся дуэт нападающих Рой Вернон — Алекс Янг, на двоих забивший 46 голов. Другими значимыми игроками той команды были Билли Бингем и Брайан Лабон.
В 1966 году «Эвертону» удалось выиграть Кубок Англии. По ходу финального матча с «Шеффилд Уэнсдей» «Эвертон» проигрывал со счётом 0:2, но всё же сумел одержать победу со счётом 3:2. Через два года «Эвертон» имел шанс повторить это достижение, но в финале уступил «Вест Бромвичу».
Двумя годами позже, в сезоне 1969/70 «Эвертон» в очередной раз стал чемпионом страны, обогнав на 9 очков ближайшего преследователя — «Лидс Юнайтед». Закрепить успех «Эвертону» не удалось: в следующих четырёх чемпионатах «ириски» занимали места в середине турнирной таблицы. Вскоре здоровье Каттерика сильно ухудшилось, и он покинул пост главного тренера команды, перейдя на должность администратора.

### Эпоха Билли Бингема и Гордона Ли
После ухода Гарри Каттерика команду возглавил Билли Бингем. В первом под его руководством сезоне 1974/75 «Эвертон» уверенно шёл к чемпионству, однако несколько неожиданных потерь очков откинули команду на четвёртое место. 2 следующих сезона прошли для «Эвертона» относительно неудачно (одиннадцатое и девятое места), и в 1977 году Бингем был уволен. Команду принял Гордон Ли, но и он не смог добиться с командой высоких результатов.

### Эпоха Говарда Кендалла

Динамика выступлений «Эвертона» в чемпионатах Англии (1889—2025)

Перед сезоном 1981/82 в команду в качестве главного тренера вернулся бывший игрок «Эвертона» Говард Кендалл, до этого руководивший лишь «Блэкберн Роверс» и выведший его из третьего дивизиона во второй.
Первые 2 года, с Кендаллом у руля, «Эвертон» провёл на уровне команды-середняка, заняв восьмое и седьмое места соответственно. Многие ждали от той команды гораздо большего, и сезон 1983/84 должен был стать определяющим для дальнейших перспектив Кендалла в клубе. Тот сезон начался для «Эвертона» ужасно: в первых 21 матчах было одержано 6 побед. После такого начала Кендалл подал в отставку, однако президент клуба Филип Картер не согласился отпустить Говарда. Как оказалось в дальнейшем — не зря. Уже в этом сезоне «Эвертону» удалось выиграть Кубок Англии, дойти до финала Кубка Лиги, а в чемпионате подняться на седьмое место, что стало успехом после такого провального старта.
Сезон 1984/85 стал для «Эвертона» триумфальным. В чемпионате Англии «Эвертон» стал первым, с огромным отрывом от занявшего второе место «Ливерпуля», в Кубке Англии — дошёл до финала, где лишь в дополнительное время уступил «Манчестер Юнайтед». Кроме того, в этом сезоне клуб выиграл первый и на сегодняшний день единственный для себя европейский трофей — Кубок кубков, на пути к финалу которого были обыграны ирландский «ЮКД», чехословацкий «Интер», голландская «Фортуна» и мюнхенская «Бавария», а в финале — венский «Рапид».
В следующем сезоне «Эвертону» предстояло принять участие в Кубке европейских чемпионов, где он признавался главным фаворитом, но трагедия на Эйзеле поставила крест на всех надеждах «Эвертона». Дисквалификация английских клубов — одно из главных разочарований в истории мерсисайдского клуба. Многие болельщики «ирисок» до сих пор не могут простить этого своим соседям из «Ливерпуля».
Сезон 1985/86 сложился для «Эвертона» относительно неудачно — второе место в чемпионате (вслед за «Ливерпулем») и поражение в финале Кубка оставили команду Говарда Кендалла без трофеев, но уже через год титул чемпиона Англии вновь вернулся к «Эвертону».

### Кризис 1990-х
Перед началом сезона 1987/88 Кендалл покинул клуб и уехал в «Атлетик Бильбао». Тренером «ирисок» был назначен его помощник Колин Харви. Главным его достижением за 3,5 года стал выход в финал Кубка Англии 1989, где «Эвертон» проиграл «Ливерпулю».
Начало сезона 1990/91 получилось для «Эвертона» провальным и, как следствие, 31 октября Колин Харви был уволен, но вскоре вернулся в клуб в старом качестве — помощника Говарда Кендалла, который, не снискав лавров в Испании и «Манчестер Сити», решил вернуться в родной клуб.
Результаты «Эвертона» снижались: девятое место в сезоне 1990/91, двенадцатое в 1991/92, тринадцатое в 1992/93. Кроме того, финансовые проблемы не придавали болельщикам «Эвертона» уверенности в завтрашнем дне.
4 декабря 1993 года Говард Кендалл покинул «Эвертон». Его преемником стал валлиец Майк Уокер из «Норвич Сити», но и ему не удалось вывести «Эвертон» из кризиса. Сезон 1993/94 «Эвертон» завершил семнадцатым, а следующий сезон вновь начал с серии неудач — первая победа была одержана лишь в 15 матче. Тогда руководство клуба решило уволить Уокера и пригласить на его место Джо Ройла, который в бытность игроком выступал за «ирисок».
Первым делом Ройл привил «Эвертону» защитный стиль игры, благодаря чему клубу удалось остаться в Премьер-лиге, заняв 15 место. Кроме того, «Эвертону» удалось выиграть последний на сегодня для себя трофей — Кубок Англии 1995. В финале «ириски» со счётом 1:0 переиграли «Манчестер Юнайтед».
Перед сезоном 1995/96 «Эвертону» удалось неплохо усилиться. Команду пополнили Андрей Канчельскис, Ник Бармби, Гэри Спид, что помогло «Эвертону» занять высокое, относительно других результатов команды в этом десятилетии, шестое место. Однако в следующем сезоне команде вновь предстояла борьба за выживание. Лишь ничья в последнем туре с «Ковентри Сити» позволила команде остаться в элите.
Следующий сезон ознаменовался очередным приходом в клуб Говарда Кендалла. На этот раз он проработал в клубе один сезон, в котором команде лишь по разнице забитых и пропущенных мячей удалось остаться в Премьер-лиге.
В команду был приглашён шотландский специалист Уолтер Смит. Под его руководством команда 3 сезона сражалась за «выживание», неизменно занимая места в нижней половине турнирной таблицы.

### Первая эпоха Дэвида Мойеса

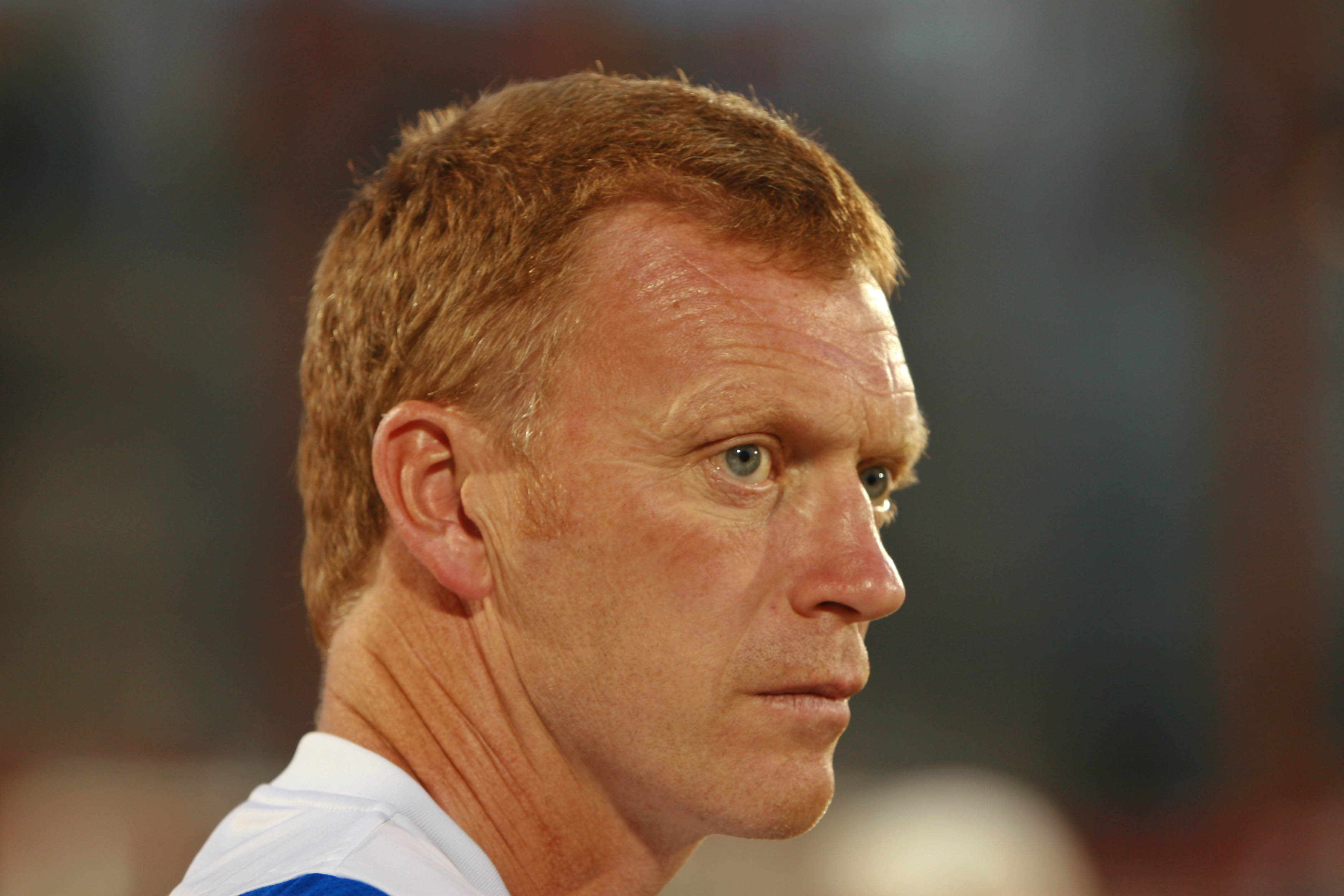
Дэвид Мойес являлся главным тренером клуба в 2002—2013 годах

У руководства клуба закончилось терпение в марте 2002 года, когда «Эвертон» вылетел из кубка, проиграв «Мидлсбро», а также был на грани вылета из Премьер-лиги. В результате Смит был уволен, а на его место был приглашён молодой наставник «Престон Норт Энд» Дэвид Мойес, который привёл клуб к пятнадцатому месту, что гарантировало сохранение статуса клуба первого дивизиона.
В следующем сезоне «Эвертон» неожиданно для многих финишировал седьмым. Больше всех из того состава «Эвертона» выделялся молодой форвард Уэйн Руни.
Чемпионат Англии 2003/04 оказался для «Эвертона» неудачным, но заняв «спасительное» семнадцатое место «ирискам» всё же удалось остаться в Премьер-лиге.
Лучшим же в первом десятилетии XXI века для «Эвертона» стал сезон 2004/05. Перед его началом команду пополнил австралиец Тим Кэхилл, который стал лидером команды на многие годы вперёд. Уэйн Руни за 23 миллиона фунтов был продан в «Манчестер Юнайтед», что не помешало «синим» занять рекордное за многие годы четвёртое место.
Сезон 2005/06 сложился для «Эвертона» не самым удачным образом: в чемпионате клуб занял лишь одиннадцатое место, а в Лиге чемпионов и Кубке УЕФА был выбит на ранних стадиях «Вильярреалом» и бухарестским «Динамо» соответственно.
В чемпионате Англии 2006/07 «Эвертон» финишировал седьмым, и квалифицировался в Кубок УЕФА.
В чемпионате 2007/08 «синие» долгое время шли в первой четвёрке, но в конечном итоге всё-таки опустились на пятое место, квалифицировавшись в Кубок УЕФА. В Кубке УЕФА «Эвертону» удалось успешно провести групповой этап, где были выиграны все матчи, в том числе и с будущим победителем турнира — петербургским «Зенитом», и матчи 1/16 финала с «Бранном», но в 1/8 финала в серии послематчевых пенальти «Эвертон» уступил «Фиорентине».
В следующем году клуб дошёл до финала Кубка Англии, где проиграл «Челси», а в чемпионате вновь закончил сезон на пятой строчке турнирной таблицы.
Сезон 2009/10 получился для клуба крайне неровным. Первый круг для «Эвертона» был провален. В первом же матче «ириски» на «Гудисон Парк» уступили «Арсеналу» со счётом 1:6, а после первого круга команда шла лишь на 15 месте, отставая от зоны Лиги Европы на 11 очков. Однако во второй половине чемпионата клубу удалось одержать победы над будущим чемпионом «Челси» и вице-чемпионом «Манчестер Юнайтед». В результате по очкам, набранным во второй половине чемпионата, «Эвертон» занял третье место. Правда, отставание от лидеров было настолько большим, что команда заняла восьмое место, оставившее клуб в сезоне 2010/11 без еврокубков.
Сезон 2010/11 вновь начался для «Эвертона» неудачно: после нескольких туров команда оказалась на последнем месте. Как и в предыдущем сезоне, позднее результаты стали улучшаться, и «ириски» закончили чемпионат на седьмом месте, второй год подряд не сумев пробиться в еврокубки.
Сезон 2011/12 уже по традиции начался провально, но «ириски» постепенно выбрались из кризиса, завершив сезон на седьмом месте.
9 мая 2013 года было объявлено, что Мойес сменит на посту главного тренера «Манчестер Юнайтед» Алекса Фергюсона, завершившего тренерскую карьеру. Мойес подписал с клубом шестилетний контракт и покинул «Эвертон». По итогам сезона 2012/13 «Эвертон» занял шестое место.

### 2013—2021

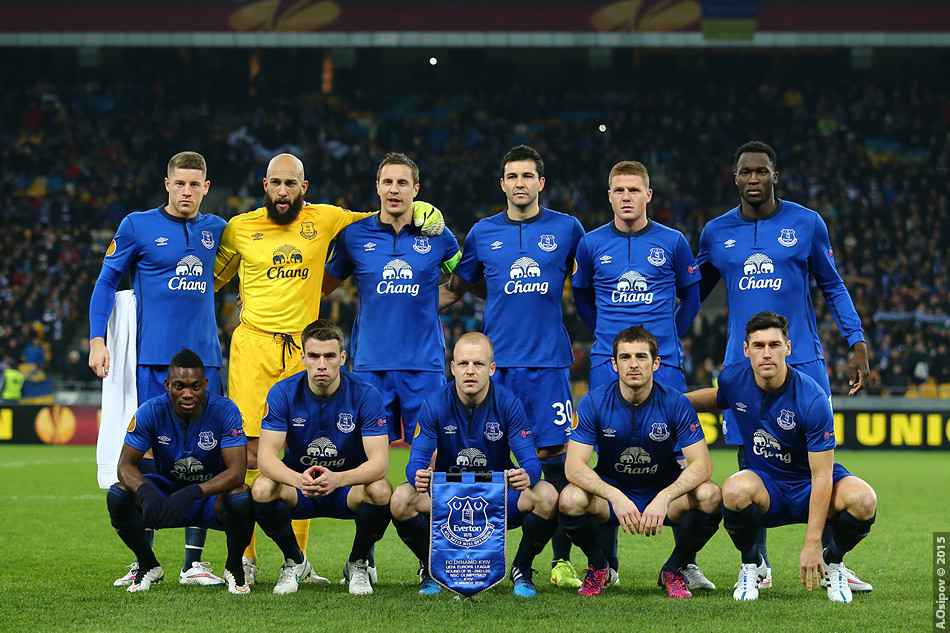
«Эвертон» в 2015 году. Верхний ряд: Росс Баркли, Тим Ховард, Фил Ягелка, Антолин Алькарас, Джеймс Маккарти, Ромелу Лукаку. Нижний ряд: Кристиан Атсу, Шеймус Коулман, Стивен Нейсмит, Лейтон Бейнс, Гарет Барри

5 июня 2013 года «Эвертон» официально подтвердил, что новым главным тренером команды стал тренер клуба «Уиган Атлетик» Роберто Мартинес, подписавший контракт на 4 года. Дебютный сезон испанского наставника в «Эвертоне» оказался удачным: команда набрала максимальное для себя количество очков в истории Премьер-лиги, заняв в чемпионате пятое место, и впервые за 5 лет пробилась в Лигу Европы, где в сезоне 14/15 дошла до 1/8 финала, уступив киевскому «Динамо». Однако два последующих сезона (2014/15 и 2015/16) команда не поднималась выше 11 места в чемпионате. В сезоне 2015/16 команда добралась до полуфиналов Кубка Англии и Кубка английской лиги, но в обоих проиграла, в результате чего «Эвертон» уволил Мартинеса.
В июне 2016 года было объявлено о подписании контракта с новым главным тренером команды — Рональдом Куманом. По итогам сезона 2016/17 «Эвертон» занял седьмое место в АПЛ и после двухлетнего перерыва вернулся в еврокубки.
Лето 2017 года ознаменовалось для команды значительными переменами в составе. Так, за рекордные для клуба 75 миллионов фунтов стерлингов без учёта возможных бонусов клуб покинул Ромелу Лукаку, перешедший в «Манчестер Юнайтед». В результате сделки с «Юнайтед» в клуб вернулся Уэйн Руни. Пополнили команду Гильфи Сигурдссон (40 миллионов фунтов без учёта бонусов), Майкл Кин (25 миллионов фунтов без учёта бонусов), Джордан Пикфорд (25 миллионов фунтов без учёта бонусов) и ещё несколько новых футболистов. Тем не менее, сезон команда начала крайне неудачно, что привело к отставке Кумана 23 октября 2017 года. 30 ноября 2017 года новым главным тренером команды был назначен Сэм Эллардайс. Эллардайс смог несколько улучшить результаты команды, но тем не менее сезон «Эвертон» закончил на восьмом месте в чемпионате, не сумев квалифицироваться в еврокубки, а стиль игры команды не пользовался популярностью у фанатов. В результате 16 мая 2018 года Эллардайс был отправлен в отставку.
31 мая 2018 года было объявлено о том, что новым тренером команды стал португалец Марку Силва. Под его руководством команда в сезоне 2018/19 вновь заняла восьмое место в АПЛ. 5 декабря 2019 года после неудачного начала сезона 2019/20, в результате которого команда оказалась на 18 месте турнирной таблицы с 14 набранными очками, Силва был отправлен в отставку с поста главного тренера «Эвертона». Обязанности главного тренера команды стал исполнять бывший игрок клуба и тренер Данкан Фергюсон. С ним во главе команда провела четыре матча.
21 декабря должность главного тренера команды занял Карло Анчелотти, подписавший контракт с клубом на четыре с половиной года. Данкан Фергюсон сохранил место в тренерском штабе. Анчелотти удалось улучшить результаты команды, однако концовка сезона после длительной паузы, связанной с пандемией COVID-19, оказалась для «Эвертона» не слишком удачной. В результате команда заняла лишь 12 место в турнирной таблице АПЛ. Сезон 2020/21 клуб начал с четырёх побед подряд в АПЛ и долгое время шёл в числе лидеров чемпионата, но постепенно результаты команды ухудшались, и сезон «Эвертон» завершил на 10 месте турнирной таблицы. 1 июня 2021 года было официально объявлено о том, что главный тренер команды Карло Анчелотти переходит на работу в «Реал Мадрид».

### Кризис начала 2020-х

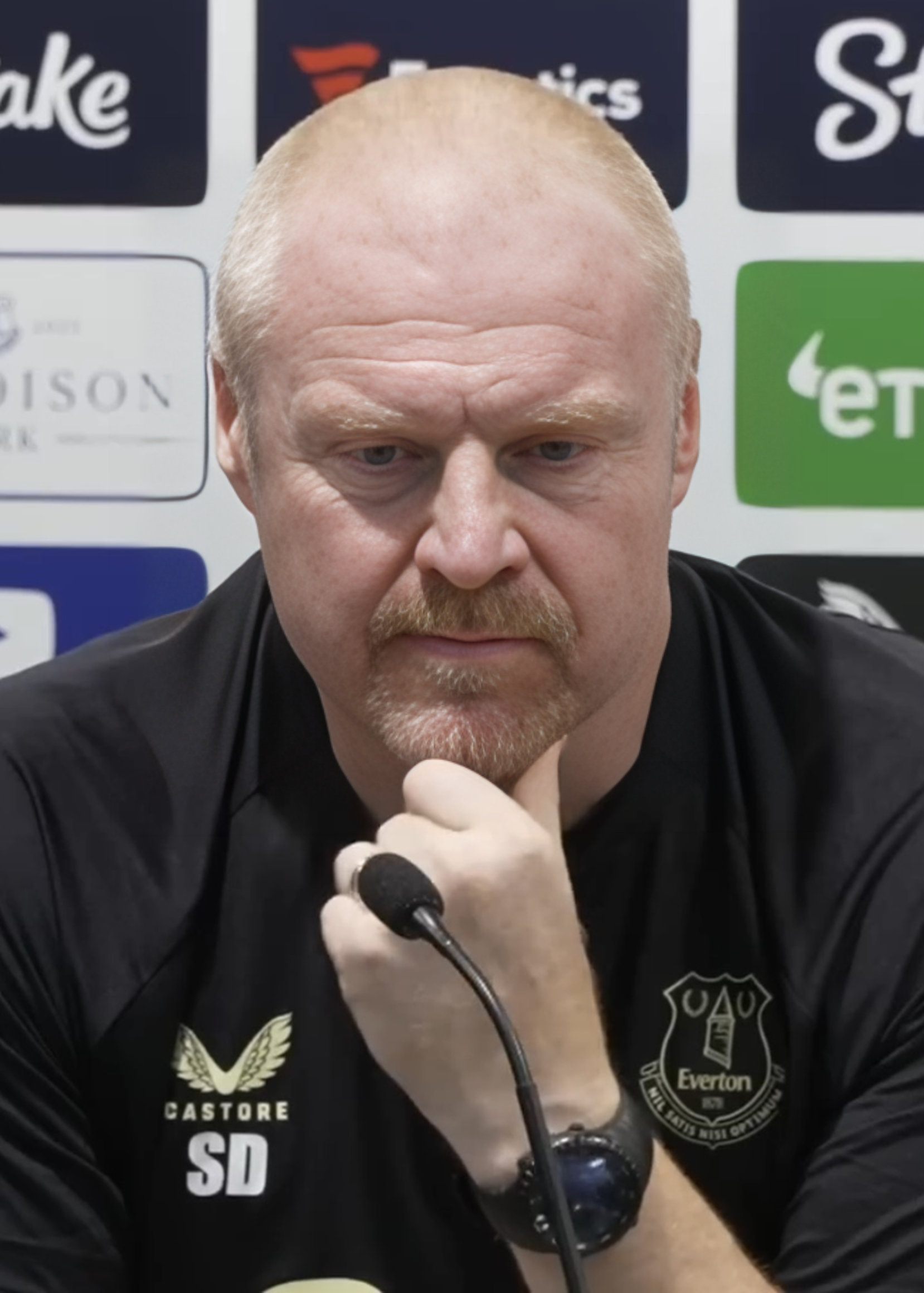
Шон Дайч тренировал «Эвертон» с 2023 по 2025 годы

30 июня 2021 года клуб подтвердил, что новым тренером команды стал Рафаэль Бенитес. Под руководством Бенитеса «Эвертон» начал новый сезон удачно: в первых шести матчах команда выиграла четырежды, ещё один матч сыграла вничью, а ещё один проиграла. Однако затем результаты команды значительно ухудшились, и в следующих 13 играх «Эвертон» добыл лишь одну победу при трёх ничьих и девяти поражениях. В результате 16 января 2022 года Бенитес был отправлен в отставку после половины сезона.
31 января 2022 года было объявлено о назначении новым главным тренером команды Фрэнка Лэмпарда. В итоге команда заняла в сезоне 2021/22 16 место, которое стало худшим для «Эвертона» с сезона 2003/04. 23 января 2023 года Лэмпард был уволен из «Эвертона». К тому моменту, клуб находился на 19 месте в турнирной таблице АПЛ с 15 очками после 20 матчей чемпионата.
30 января 2023 года новым главным тренером «Эвертона» стал бывший наставник «Бернли» Шон Дайч, который подписал с клубом контракт на 2,5 года. Под руководством нового тренера «Эвертону» удалось улучшить свои результаты, но всё же клуб не сумел избежать борьбы за выживание. В итоге команда сумела обеспечить себе место в АПЛ на будущий сезон лишь в последнем туре чемпионата, обыграв «Борнмут» со счётом 1:0.
17 ноября 2023 года с клуба было снято 10 очков с немедленным вступлением в силу за нарушения правил прибыльности и устойчивого развития. За три года, вплоть до сезона 2021/22, «Эвертон» понёс убытки в размере 124,5 миллиона фунтов стерлингов при лимите в 105 миллионов фунтов стерлингов. Это стало самым большим вычетом очков в истории Премьер-лиги, превзойдя девять, снятых у «Портсмута» в 2010 году. 26 февраля 2024 года после рассмотрения апелляции наказание было снижено до шести очков. 8 апреля 2024 года «Эвертон» был повторно обвинён Премьер-лигой в нарушении правил прибыльности и устойчивого развития и наказан снятием ещё двух очков в сезоне 2023/24. Таким образом, впервые в истории Премьер-лиги один клуб был дважды наказан снятием очков за один сезон. Тем не менее, результаты команды в сезоне 2023/24 стали лучше, чем в двух предыдущих сезонах, благодаря чему 27 апреля 2024 года после серии из трёх побед подряд клуб за три тура до конца чемпионата обеспечил себе место в Премьер-лиге на следующий сезон даже с учётом восьми снятых очков. В итоге в сезоне 2023/24 клуб занял 15 место. При этом без снятия очков команда бы финишировала на 12 позиции.

### С 2024 года
Начало сезона 2024/25, последнего для клуба на стадионе «Гудисон Парк» перед переездом на новый стадион, вновь выдалось для клуба неудачным, и после 19 туров Шон Дайч был отправлен в отставку с поста главного тренера, когда клуб шёл на 16 месте в чемпионате, лишь на одно очко опережая зону вылета. Это произошло вскоре после того как у клуба сменился владелец: на смену Фархаду Мошири в этой роли пришёл американский бизнесмен Дэн Фридкин. 11 января 2025 года было объявлено о возвращении в качестве главного тренера Дэвида Мойеса, который подписал контракт до конца сезона 2026/27. В первом матче после возвращения Мойеса в клуб «Эвертон» 15 января 2025 года проиграл «Астон Вилле» со счётом 0:1, однако после этого началась беспроигрышная серия команды в чемпионате Англии длиной в девять матчей, которая позволила значительно отдалиться от зоны вылета. 18 мая 2025 года «Эвертон» провёл свой заключительный в истории домашний матч на стадионе «Гудисон Парк», в котором обыграл «Саутгемптон» со счётом 2:0. В итоге в сезоне 2024/25 «Эвертон» занял в чемпионате Англии 13 место.

## Форма
В течение первого десятилетия своей истории «Эвертон» имел несколько различных вариантов формы.
Изначально футболисты «Эвертона» выступали в полосатых бело-синих майках. Однако в конце 19 века многие футболисты переходили в стан «ирисок» из других команд, продолжая при этом пользоваться комплектами формы своих бывших клубов, из-за чего возникала путаница. Тогда руководством клуба было решено, что «Эвертон» будет играть в чёрных футболках, к которым немногим позже добавилась красная диагональная полоса.
Традиционные для «Эвертона» майки королевского синего цвета были впервые использованы после переезда на «Гудисон Парк» в сезоне 1901/02. В 1906 году клуб играл в футболках голубого цвета, однако после протеста болельщиков было решено вернуться к ярко-синему. Иногда «Эвертон» играл в форме более светлого оттенка (например, в сезонах 1930/31 и 1997/98), но эти варианты были не популярными у поклонников команды.

### Технические и титульные спонсоры
В настоящее время титульным спонсором «Эвертона» является компания Stake, техническим — британская фирма Castore.

| Период     | Технический спонсор |
| ---------- | ------------------- |
| 1974—1983  | Umbro               |
| 1983—1986  | Le Coq Sportif      |
| 1986—2000  | Umbro               |
| 2000—2004  | Puma                |
| 2004—2009  | Umbro               |
| 2009—2012  | Le Coq Sportif      |
| 2012—2014  | Nike                |
| 2014—2020  | Umbro               |
| 2020—2024  | Hummel              |
| 2024—н. в. | Castore             |

| Период     | Титульный спонсор |
| ---------- | ----------------- |
| 1979—1985  | Hafnia            |
| 1985—1995  | NEC               |
| 1995—1997  | Danka             |
| 1997—2002  | One2One           |
| 2002—2004  | Kejian            |
| 2004—2017  | Chang Beer        |
| 2017—2020  | SportPesa         |
| 2020—2022  | Cazoo             |
| 2022—н. в. | Stake             |

## Логотип

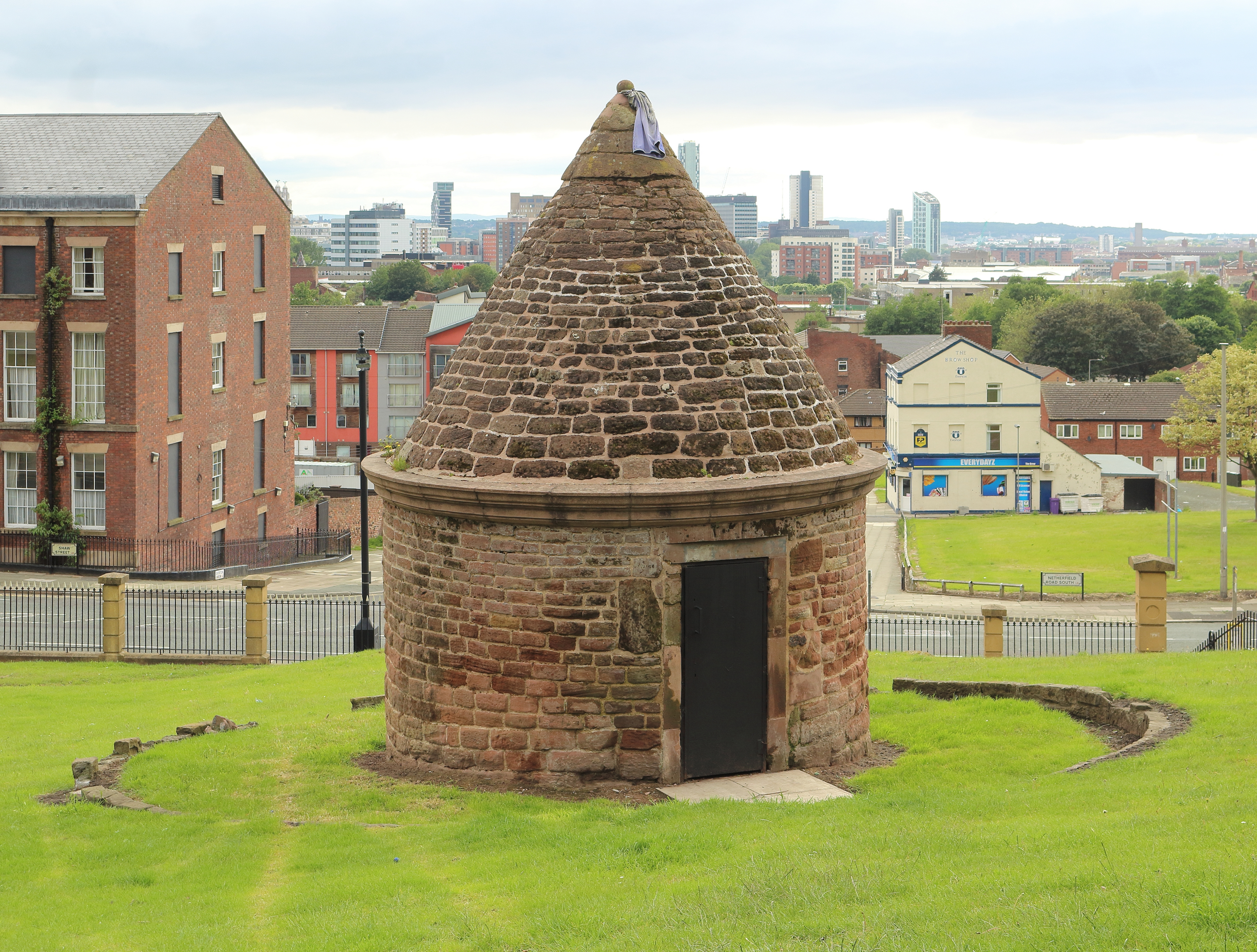
Башня принца Руперта

В конце сезона 1937/38, секретарь «Эвертона» Тео Келли, который позже стал главным тренером клуба, решил разработать дизайн клубного галстука. Было принято решение, что цвет галстука будет синим, а Келли было дано задание создать эмблему. Келли работал над ней в течение четырёх месяцев, до решения по восстановлению Башни принца Руперта.
Башня была прочно связана с районом Ливерпуля Эвертон с момента её строительства в 1787 году. Первоначально она служила тюрьмой для мелких преступников и вытрезвителем. С обеих сторон башни находятся лавровые венки, которые символизируют победу и успех. Снизу логотип сопровождается латинским девизом «Nil Satis Nisi Optimum», что означает «Только лучшее достаточно хорошо».
Впервые логотип был продемонстрирован в 1939 году. На футболках игроков он появился позже, в 1978 году (до этого на форме изображалась аббревиатура EFC) и с незначительными изменениями дошёл до настоящего времени.
25 мая 2013 года «Эвертон» объявил о смене логотипа, но всего за два дня более 14 тысяч фанатов уже подписали онлайн-петицию, призывающую руководство не трогать эмблему.
На новом логотипе отсутствует девиз клуба «Nil Satis Nisi Optimum» («Только лучшее достаточно хорошо» в переводе с латыни), присутствовавший на логотипе с 1938 года, а также многолетний символ «Эвертона» — пара венков, которые были добавлены в 1978 году. Руководство «Эвертона» прислушалось к своим болельщикам и спустя несколько дней заявило, что эта эмблема будет использована только в течение одного сезона — и лишь по той причине, что новая форма с этой эмблемой уже запущена в производство.

## Прозвища
Наиболее распространённое прозвище «Эвертона» — «ириски» (англ. The Toffees). Оно появилось после переезда «Эвертона» на «Гудисон Парк». У возникновения такого прозвища есть несколько версий. По наиболее распространённой из них, рядом со стадионом находился кондитерский магазин Mother Noblett’s, в котором продавались одноимённые конфеты. По другой версии, происхождение прозвища связано с магазином Ye Anciente Everton Toffee House, который находился рядом с гостиницей Queen’s Head, где проводились первые собрания клуба.
Также «Эвертон» имеет ряд других прозвищ. Когда команда носила чёрную форму, её называли «чёрной стражей» (англ. The Black Watch) — по аналогии с известным военным полком. После того как в 1901 году главным клубным цветом стал синий, появилось также простое прозвище «синие» (англ. The Blues). В 1928 году нападающий Стив Блумер назвал зрелищный стиль игры команды «научным», чем, как считается, вдохновил появление прозвища «школа науки» (англ. The School of Science). Победившую в Кубке Англии 1995 года боевитую команду прозвали «псами войны» (англ. The Dogs Of War). Другим своим прозвищем — «народный клуб» (англ. The People's Club) — «Эвертон» обязан нынешнему главному тренеру команды Дэвиду Мойесу, который назвал клуб так на своей первой пресс-конференции после назначения на должность в 2002 году.

## Стадион

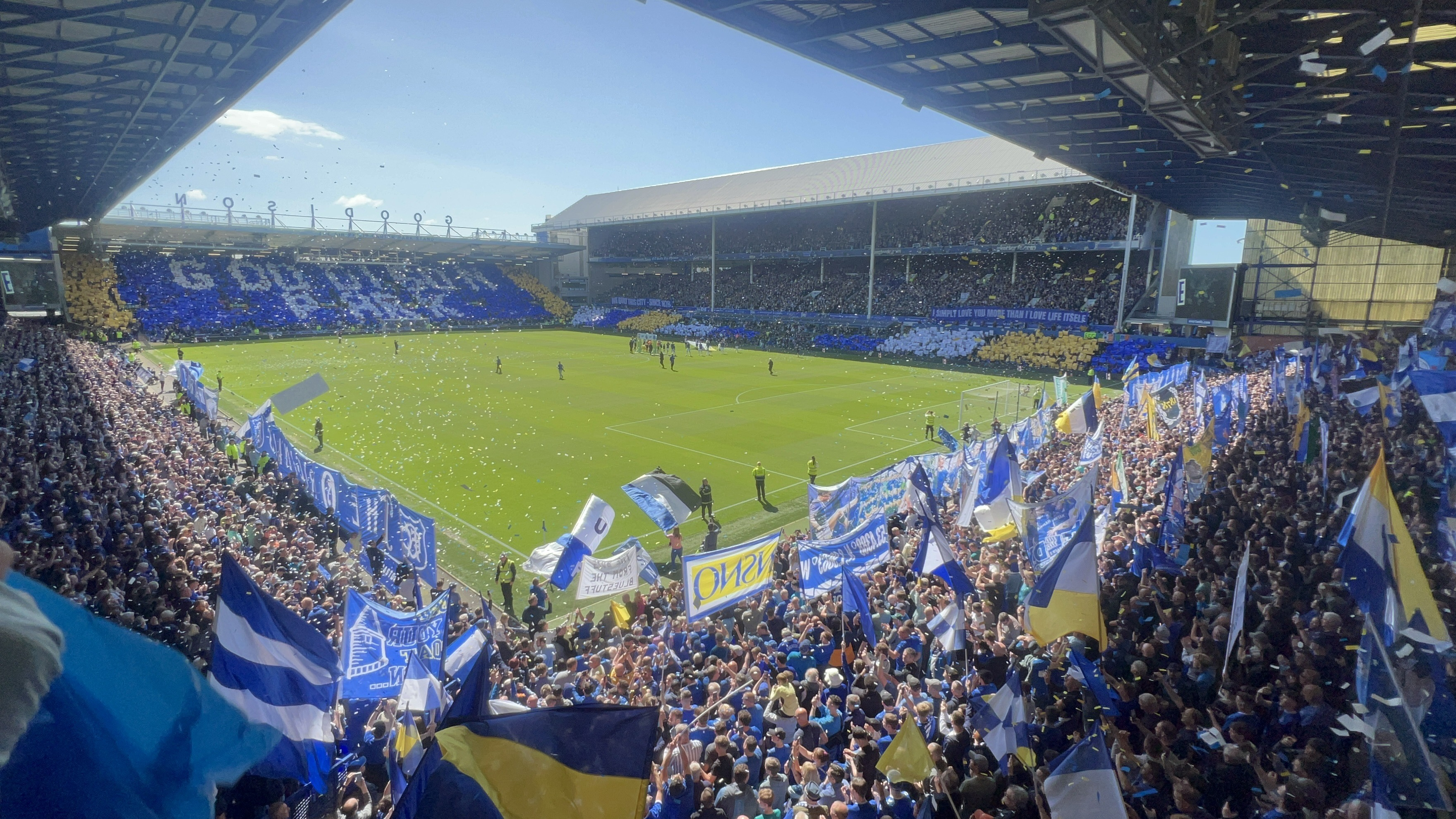
«Гудисон Парк» в 2025 году

Первоначально «Эвертон» играл на поле Стэнли-Парка. Постепенно число зрителей, приходящих на матчи клуба росло. К 1882 году их число превышало две тысячи, в результате чего «Эвертон» переехал на поле на улице Прайори-роуд, однако уже через год новым стадионом клуба стал «Энфилд». На «Энфилде» «Эвертон» играл до 1892 года, пока президент клуба и владелец стадиона Джон Хоулдинг в собственных интересах не решил повысить арендную стоимость поля. Вскоре после этого «Эвертон» съехал с «Энфилда» и отстроил новый стадион «Гудисон Парк». Джон Хоулдинг же стал инициатором возникновения нового клуба — «Ливерпуля».
«Гудисон Парк» стал первым стадионом в Англии, предназначенным только для футбола. В 1966 году стадион принял пять матчей чемпионата мира. Ни один другой стадион, за исключением «Уэмбли», не принимал так много игр чемпионата.
В марте 2017 года «Эвертон» официально объявил о выкупе территории в районе дока Брэмли-Мур, на которой планируется строительство нового стадиона клуба вместимостью 52 888 человек. 25 июля 2019 года «Эвертон» представил дизайн будущей арены. 23 февраля 2021 года Городской совет Ливерпуля единогласно одобрил планы «Эвертона» как по строительству нового стадиона, так и по переиспользованию территории, на которой располагается «Гудисон Парк». 26 марта 2021 года эти планы были одобрены Правительством Великобритании. 10 августа 2021 года «Эвертон» официально объявил о начале строительства стадиона, которое было завершено в декабре 2024 года. Клуб переедет на новый стадион в сезоне 2025/26, а «Гудисон Парк» станет домашней ареной женской команды «Эвертона».

## Болельщики и дерби

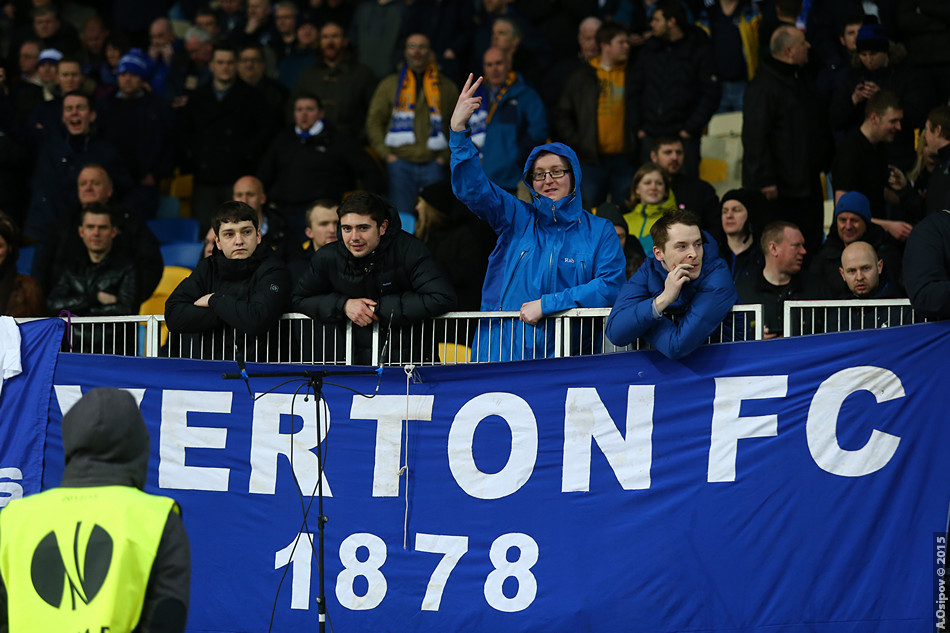
Фанаты «Эвертона» на выезде в Киеве

«Эвертон» имеет большое количество болельщиков. Большинство болельщиков клуба сконцентрировано на северо-западе Англии, преимущественно в Мерсисайде и Чешире. Кроме того, «Эвертон» имеет большое количество поклонников в Северном Уэльсе и Ирландии. Также существует большое количество клубов болельщиков по всему миру, например, в США, Австралии, Германии, Гонконге, Индонезии, России, Норвегии, Ливане и Таиланде.
Главный соперник «Эвертона» — «Ливерпуль». Матчи с участием этих команд носят название Мерсисайдское дерби. Соперничество связано с конфликтом между владельцем «Энфилда» и должностными лицами «Эвертона», в результате которого появился «Ливерпуль», а «Эвертон» был вынужден съехать с «Энфилда». Кроме этого, клубам иногда приписывают религиозные противоречия. «Эвертон» называют католическим клубом, «Ливерпуль» — протестантским. Однако это противоречие является надуманным и не соответствует действительности.
Кроме «Ливерпуля» болельщики «Эвертона» считают своими наиболее принципиальными соперниками «Манчестер Юнайтед» и «Транмир Роверс».
«Эвертон» имеет сторонников и среди известных людей. Так поклонниками «ирисок» являются музыканты сэр Пол Маккартни, Пит Бест, Никола Робертс, политик Эндрю Бернем, актёры Сильвестр Сталлоне, Дольф Лундгрен, Джуди Денч, Джоди Комер, Джон Хёрт, Иэн Харт, Роб Джеймс-Колльер, Аманда Холден, Дженнифер Эллисон, экономист Марк Карни, рестлер Дэниел Брайан, теннисист Алексей Попырин, игроки в снукер Джон Хиггинс и Джон Пэрротт, боец смешанных единоборств Эдди Альварес, боксёр Тони Белью. В 2015 году Сталлоне и Белью вместе снялись в боксёрском фильме «Крид: Наследие Рокки», первые съёмочные работы над которым прошли на домашнем стадионе клуба в перерыве матча против «Вест Бромвича» в рамках 22-го тура Премьер-лиги сезона 2014/15.

## Текущий состав

### Основной состав
| №  |                | Поз. | Имя               | Год рождения |
| -- | -------------- | ---- | ----------------- | ------------ |
| 1  | Флаг Англии    | Вр   | Джордан Пикфорд   | 1994         |
| 12 | Флаг Ирландии  | Вр   | Марк Траверс      | 1999         |
| 53 | Флаг Англии    | Вр   | Гарри Тайрер      | 2001         |
| —  | Флаг Уэльса    | Вр   | Том Кинг          | 1995         |
|    |                |      |                   |              |
| 2  | Флаг Шотландии | Защ  | Нейтан Паттерсон  | 2001         |
| 5  | Флаг Англии    | Защ  | Майкл Кин         | 1993         |
| 6  | Флаг Англии    | Защ  | Джеймс Тарковски  | 1992         |
| 15 | Флаг Ирландии  | Защ  | Джейк О’Брайен    | 2001         |
| 16 | Флаг Украины   | Защ  | Виталий Миколенко | 1999         |
| 23 | Флаг Ирландии  | Защ  | Шеймус Коулман    | 1988         |
| 32 | Флаг Англии    | Защ  | Джарред Брантуэйт | 2002         |
| 39 | Флаг Марокко   | Защ  | Адам Азну         | 2006         |
|    |                |      |                   |              |

| №  |                   | Поз. | Имя                  | Год рождения |
| -- | ----------------- | ---- | -------------------- | ------------ |
| 22 | Флаг Англии       | ПЗ   | Кирнан Дьюзбери-Холл | 1998         |
| 24 | Флаг Аргентины    | ПЗ   | Карлос Алькарас      | 2002         |
| 27 | Флаг Сенегала     | ПЗ   | Идрисса Гейе         | 1989         |
| 37 | Флаг Англии       | ПЗ   | Джеймс Гарнер        | 2001         |
| 42 | Флаг Англии       | ПЗ   | Тим Ирогбунам        | 2003         |
| 45 | Флаг Англии       | ПЗ   | Харрисон Армстронг   | 2007         |
|    |                   |      |                      |              |
| 7  | Флаг Англии       | Нап  | Дуайт Макнил         | 1999         |
| 9  | Флаг Гвинеи-Бисау | Нап  | Бету                 | 1998         |
| 10 | Флаг Сенегала     | Нап  | Илиман Ндиай         | 2000         |
| 11 | Флаг Франции      | Нап  | Тьерно Барри         | 2002         |
| 17 | Флаг Португалии   | Нап  | Юссеф Шермити        | 2004         |
| 18 | Флаг Англии       | Нап  | Джек Грилиш          | 1995         |

### Резервный состав
| №  |                        | Поз. | Имя               | Год рождения |
| -- | ---------------------- | ---- | ----------------- | ------------ |
| 47 | Флаг Северной Ирландии | Вр   | Фрейзер Барнсли   | 2004         |
| 50 | Флаг Англии            | Вр   | Джордж Пикфорд    | 2007         |
|    |                        |      |                   |              |
| 48 | Флаг Англии            | Защ  | Уильям Теймен     | 2006         |
| 55 | Флаг Англии            | Защ  | Джордж Финни      | 2007         |
| 59 | Флаг Англии            | Защ  | Люка Дэвис        | 2006         |
| 64 | Флаг Англии            | Защ  | Рис Уэлч          | 2003         |
| 72 | Флаг Англии            | Защ  | Брэдли Мунан      | 2006         |
| 73 | Флаг Англии            | Защ  | Элайджа Кэмпбелл  | 2004         |
| 75 | Флаг Англии            | Защ  | Роман Диксон      | 2004         |
| 77 | Флаг Англии            | Защ  | Один Сэмюэлс-Смит | 2006         |
| 78 | Флаг Англии            | Защ  | Джошуа ван Схор   | 2006         |
|    |                        |      |                   |              |
| 57 | Флаг Англии            | ПЗ   | Джастин Кларк     | 2008         |
| 62 | Флаг Англии            | ПЗ   | Тайлер Оньянго    | 2003         |

| №  |                        | Поз. | Имя                  | Год рождения |
| -- | ---------------------- | ---- | -------------------- | ------------ |
| 81 | Флаг Англии            | ПЗ   | Харви Фостер         | 2007         |
| 82 | Флаг Гамбии            | ПЗ   | Фрэнсис Гомес        | 2006         |
| 83 | Флаг Англии            | ПЗ   | Айзек Хит            | 2004         |
| 85 | Флаг Северной Ирландии | ПЗ   | Джек Паттерсон       | 2005         |
| 90 | Флаг Уэльса            | ПЗ   | Элед Томас           | 2006         |
| 92 | Флаг Англии            | ПЗ   | Каллум Бейтс         | 2005         |
|    |                        |      |                      |              |
| 49 | Флаг Уэльса            | Нап  | Омари Бенджамин      | 2005         |
| 51 | Флаг Ганы              | Нап  | Кингсфорд Боакье     | 2004         |
| 58 | Флаг Северной Ирландии | Нап  | Брейден Грэм         | 2007         |
| 80 | Флаг Англии            | Нап  | Джоэл Кейтсби        | 2006         |
| 84 | Флаг Германии          | Нап  | Коби Эбере           | 2005         |
| 87 | Флаг Уэльса            | Нап  | Джордж Морган        | 2006         |
| 91 | Флаг Англии            | Нап  | Джейкоб Бомонт-Кларк | 2005         |

### Игроки в аренде
| №  |                  | Поз. | Имя                                | Год рождения |
| -- | ---------------- | ---- | ---------------------------------- | ------------ |
| 67 | Флаг Нидерландов | Нап  | Мартин Шериф (в «Ротерем Юнайтед») | 2006         |

| №  |             | Поз. | Имя                                   | Год рождения |
| -- | ----------- | ---- | ------------------------------------- | ------------ |
| 88 | Флаг Англии | Нап  | Фрэнсис Окоронкво (в «Линкольн Сити») | 2004         |

## Тренерский штаб
| Должность                  | Имя            |
| -------------------------- | -------------- |
| Главный тренер             | Дэвид Мойес    |
| Ассистент главного тренера | Алан Ирвайн    |
| Тренер первой команды      | Билли Маккинли |
| Тренер первой команды      | Лейтон Бейнс   |
| Тренер вратарей            | Дэвид Лукас    |

## Официальные лица клуба

### Владельцы
| Имя                | Число акций | Процент акций |
| ------------------ | ----------- | ------------- |
| The Friedkin Group | 1 613 818   | 99,5 %        |
| Прочие акционеры   | 7 969       | 0,5 %         |

### Совет директоров
| Должность                   | Имя            |
| --------------------------- | -------------- |
| Председатель                | Дэн Фридкин    |
| Исполнительный председатель | Марк Уоттс     |
| Генеральный директор        | Агнус Киннир   |
| Финансовый директор         | Ана Данкел     |
| Директор                    | Колин Чонг     |
| Директор                    | Эрик Уильямсон |
| Секретарь                   | Кэти Чарльз    |

## Наиболее значимые игроки

### «Гиганты» «Эвертона»
Следующие игроки считаются «Гигантами» клуба (англ. Everton Giants) за их большой вклад в развитие «Эвертона». Первые футболисты были включены в этот список в 2000 году. С тех пор он пополняется ежегодно.

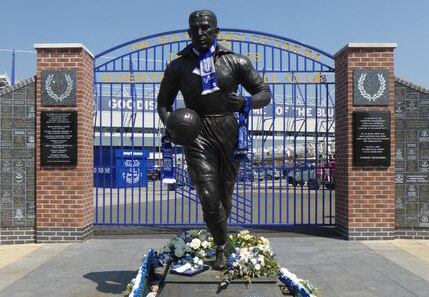
Памятник Дикси Дину

| Включён | Имя              | Позиция | Карьера игрока в «Эвертоне» | Карьера тренера в «Эвертоне»    |
| ------- | ---------------- | ------- | --------------------------- | ------------------------------- |
| 2025    | Кевин Шиди       | ПЗ      | 1982—1992                   |                                 |
| 2025    | Дерек Маунтфилд  | Защ     | 1982—1988                   |                                 |
| 2025    | Энди Грей        | Нап     | 1983—1985                   |                                 |
| 2025    | Пол Брейсуэлл    | ПЗ      | 1984—1989                   |                                 |
| 2020    | Гари Стивенс     | Защ     | 1982—1988                   |                                 |
| 2020    | Пэт Ван Ден Хауэ | Защ     | 1984—1989                   |                                 |
| 2019    | Дэвид Ансуорт    | Защ     | 1992—1997, 1998—2004        | 2016 (и. о.), 2017 (и. о.)      |
| 2018    | Эдриан Хит       | ПЗ      | 1982—1988                   |                                 |
| 2017    | Рой Вернон       | Нап     | 1960—1964                   |                                 |
| 2016    | Томми Райт       | Защ     | 1964—1974                   |                                 |
| 2015    | Мик Лайонс       | Защ     | 1971—1982                   |                                 |
| 2014    | Бобби Коллинз    | ПЗ      | 1958—1962                   |                                 |
| 2013    | Дерек Темпл      | Нап     | 1957—1967                   |                                 |
| 2012    | Брайан Лабон     | Защ     | 1958—1971                   |                                 |
| 2011    | Данкан Фергюсон  | Нап     | 1994—1998, 2000—2006        | 2019 (и. о.)                    |
| 2010    | Тревор Стивен    | ПЗ      | 1983—1989                   |                                 |
| 2009    | Гарри Каттерик   | Нап     | 1946—1951                   | 1961—1973                       |
| 2008    | Гордон Уэст      | Вр      | 1962—1972                   |                                 |
| 2007    | Колин Харви      | ПЗ      | 1963—1974                   | 1987—1990                       |
| 2006    | Питер Рид        | ПЗ      | 1982—1989                   |                                 |
| 2005    | Грэм Шарп        | Нап     | 1979—1991                   |                                 |
| 2004    | Джо Ройл         | Нап     | 1966—1974                   | 1994—1997                       |
| 2003    | Кевин Рэтклифф   | Защ     | 1980—1991                   |                                 |
| 2002    | Рэй Уилсон       | Защ     | 1964—1968                   |                                 |
| 2001    | Алан Болл        | ПЗ      | 1966—1971                   |                                 |
| 2000    | Говард Кендалл   | ПЗ      | 1966—1974, 1981             | 1981—1987, 1990—1993, 1997—1998 |
| 2000    | Дейв Уотсон      | Защ     | 1986—1999                   | 1997                            |
| 2000    | Невилл Саутолл   | Вр      | 1981—1997                   |                                 |
| 2000    | Боб Латчфорд     | Нап     | 1973—1980                   |                                 |
| 2000    | Алекс Янг        | Нап     | 1960—1967                   |                                 |
| 2000    | Дейв Хиксон      | Нап     | 1951—1959                   |                                 |
| 2000    | Ти Джи Джонс     | Защ     | 1936—1949                   |                                 |
| 2000    | Тед Сейгар       | Вр      | 1929—1952                   |                                 |
| 2000    | Дикси Дин        | Нап     | 1924—1937                   |                                 |
| 2000    | Сэм Чеджзой      | ПЗ      | 1910—1925                   |                                 |
| 2000    | Джек Шарп        | ПЗ      | 1899—1909                   |                                 |

### Величайшая команда всех времён
Перед началом сезона 2003/04, в рамках официального празднования клубом своего 125-летия, болельщики провели голосование, в котором определили величайшую команду «Эвертона» всех времён (англ. Greatest ever Everton team):
- Невилл Саутолл (1981—1997)
- Гари Стивенс (1982—1989)
- Брайан Лабон (1958—1971)
- Кевин Рэтклифф (1980—1991)
- Рэй Уилсон (1964—1969)
- Тревор Стивен (1983—1990)
- Алан Болл (1966—1971)
- Питер Рид (1982—1989)
- Кевин Шиди (1982—1992)
- Дикси Дин (1925—1937)
- Грэм Шарп (1980—1991)

### Игрок года
В конце каждого сезона начиная с сезона 2005/06 посредством голосования болельщиков на официальном сайте клуба определяется лучший игрок «Эвертона». Победитель объявляется на специальной церемонии. Также на церемонии называются лучший игрок по версии самих футболистов команды, лучший молодой игрок, лучший футболист резервной команды, лучший игрок Академии, лучшая футболистка женской команды, автор самого красивого гола «Эвертона» в сезоне, а также победители в менее значимых номинациях.
| Сезон   | Игрок года            | Игрок года по версии футболистов | Молодой игрок года | Лучший гол                                         |
| ------- | --------------------- | -------------------------------- | ------------------ | -------------------------------------------------- |
| 2005/06 | Микель Артета         | Микель Артета                    | Джеймс Макфадден   | Джеймс Битти (в ворота «Фулхэма»)                  |
| 2006/07 | Микель Артета         | Джолеон Лескотт                  | Джеймс Вон         | Джеймс Макфадден (в ворота «Чарльтон Атлетик»)     |
| 2007/08 | Джолеон Лескотт       | Джолеон Лескотт                  | Виктор Аничебе     | Леон Осман (в ворота «Ларисы»)                     |
| 2008/09 | Фил Ягелка            | Фил Ягелка                       | Маруан Феллайни    | Дэн Гослинг (в ворота «Ливерпуля»)                 |
| 2009/10 | Стивен Пинар          | Лейтон Бейнс                     | Джек Родуэлл       | Динияр Билялетдинов (в ворота «Манчестер Юнайтед») |
| 2010/11 | Лейтон Бейнс          | Лейтон Бейнс                     | Шеймус Коулман     | Лейтон Бейнс (в ворота «Челси»)                    |
| 2011/12 | Джон Хейтинга         | Сильвен Дистен                   | Апостолос Веллиос  | Фил Невилл (в ворота «Вест Бромвич Альбион»)       |
| 2012/13 | Лейтон Бейнс          | Лейтон Бейнс                     | Росс Баркли        | Кевин Миральяс (в ворота «Сток Сити»)              |
| 2013/14 | Шеймус Коулман        | Шеймус Коулман                   | Росс Баркли        | Росс Баркли (в ворота «Манчестер Сити»)            |
| 2014/15 | Фил Ягелка            | Фил Ягелка                       | Джон Стоунз        | Фил Ягелка (в ворота «Ливерпуля»)                  |
| 2015/16 | Гарет Барри           | Гарет Барри                      | Ромелу Лукаку      | Ромелу Лукаку (в ворота «Челси»)                   |
| 2016/17 | Ромелу Лукаку         | Ромелу Лукаку                    | Том Дэвис          | Том Дэвис (в ворота «Манчестер Сити»)              |
| 2017/18 | Джордан Пикфорд       | Джордан Пикфорд                  | Джордан Пикфорд    | Уэйн Руни (в ворота «Вест Хэм Юнайтед»)            |
| 2018/19 | Люка Динь             | Люка Динь Идрисса Гейе           | Ришарлисон         | Гильфи Сигурдссон (в ворота «Лестер Сити»)         |
| 2019/20 | Ришарлисон            | Мейсон Холгейт                   | Мейсон Холгейт     | Лейтон Бейнс (в ворота «Лестер Сити»)              |
| 2020/21 | Доминик Калверт-Льюин | Доминик Калверт-Льюин            | Бен Годфри         | Ришарлисон (в ворота «Ливерпуля»)                  |
| 2021/22 | Джордан Пикфорд       | Энтони Гордон                    | Энтони Гордон      | Виталий Миколенко (в ворота «Лестер Сити»)         |
| 2022/23 | Джордан Пикфорд       | Алекс Ивоби                      | Дуайт Макнил       | Шеймус Коулман (в ворота «Лидс Юнайтед»)           |
| 2023/24 | Джордан Пикфорд       | Джарред Брантуэйт                | Джарред Брантуэйт  | Доминик Калверт-Льюин (в ворота «Ливерпуля»)       |
| 2024/25 | Идрисса Гейе          | Идрисса Гейе                     | Джарред Брантуэйт  | Джеймс Тарковски (в ворота «Ливерпуля»)            |

### Игроки «Эвертона» в списке 100 легенд Футбольной лиги
Следующие футболисты «Эвертона» включены в список 100 легенд Футбольной лиги:
| - Алан Болл - Пол Гаскойн | - Дикси Дин - Гари Линекер | - Томми Лоутон - Джо Мерсер | - Невилл Саутолл - Алекс Янг |

### Игроки «Эвертона» в Зале славы английского футбола
Следующие футболисты «Эвертона» включены в Зал славы английского футбола:
| - Дикси Дин (2002) - Пол Гаскойн (2002) - Алан Болл (2003) - Томми Лоутон (2003) | - Гари Линекер (2003) - Говард Кендалл (2005) - Питер Бирдсли (2007) - Марк Хьюз (2007) | - Невилл Саутолл (2008) - Рэй Уилсон (2008) - Джо Мерсер (2009) - Гарри Каттерик (2010) | - Питер Рид (2014) - Гэри Спид (2017) |

## Наиболее значимые тренеры
Следующие главные тренеры выиграли хотя бы один турнир с «Эвертоном»:
| Тренер         | Период                        | Трофеи                                                                    |
| -------------- | ----------------------------- | ------------------------------------------------------------------------- |
| Дик Молинью    | 1889—1901                     | Первый дивизион                                                           |
| Уилл Кафф      | 1901—1918                     | Первый дивизион, Кубок Англии                                             |
| Том Макинтош   | 1919—1935                     | Первый дивизион (2), Второй дивизион, Кубок Англии, Суперкубок Англии (2) |
| Гарри Каттерик | 1961—1973                     | Первый дивизион (2), Кубок Англии, Суперкубок Англии (2)                  |
| Говард Кендалл | 1981—1987 1990—1993 1997—1998 | Первый дивизион (2), Кубок Англии, Суперкубок Англии (3), Кубок кубков    |
| Колин Харви    | 1987—1990                     | Суперкубок Англии                                                         |
| Джо Ройл       | 1994—1997                     | Кубок Англии, Суперкубок Англии                                           |

## Клубные рекорды

### Командные
- Больше всего побед за сезон: 29 в 42 матчах, Первый дивизион 1969/70.
- Больше всего забито голов за сезон: 121 в 42 матчах, Второй дивизион 1930/31.
- Меньше всего пропущено голов за сезон: 27 в 40 матчах, Первый дивизион 1987/88.
- Больше всего очков за сезон (при двух за победу): 66 в 42 матчах, Первый дивизион 1969/70.
- Больше всего очков за сезон (при трёх за победу): 90 в 42 матчах, Первый дивизион 1984/85.
- Крупнейшая победа в национальных турнирах: 11:2, против «Дерби Каунти», 18 января 1890.
- Крупнейшая победа в международных турнирах: 6:1, против «Бранна», 21 февраля 2008.
- Крупнейшая победа на выезде в национальных турнирах: 7:0, против «Чарльтона», 7 февраля 1931.
- Крупнейшая победа на выезде в международных турнирах: 5:0, против «Фин Харпс», 12 сентября 1978.
- Крупнейшая посещаемость в национальных турнирах: 78 299, против «Ливерпуля», 18 сентября 1948.
- Крупнейшая посещаемость в международных турнирах: 62 408, против «Интернационале», 18 сентября 1963.

### Личные
| №  | Имя             | Период     | Матчи | Голы |
| -- | --------------- | ---------- | ----- | ---- |
| 1  | Невилл Саутолл  | 1981—1998  | 751   | 0    |
| 2  | Брайан Лабон    | 1958—1971  | 534   | 2    |
| 3  | Дейв Уотсон     | 1986—2001  | 528   | 37   |
| 4  | Тед Сейгар      | 1929—1953  | 497   | 0    |
| 5  | Кевин Рэтклифф  | 1980—1992  | 493   | 2    |
| 6  | Мик Лайонс      | 1971—1982  | 473   | 59   |
| 7  | Джек Тейлор     | 1896—1910  | 456   | 81   |
| 8  | Питер Фаррелл   | 1946—1957  | 453   | 17   |
| 9  | Грэм Шарп       | 1980—1991  | 447   | 160  |
| 10 | Дикси Дин       | 1925—1937  | 433   | 383  |
| 10 | Леон Осман      | 2000—2016  | 433   | 58   |
| 12 | Шеймус Коулман  | 2009—н. в. | 428   | 28   |
| 12 | Томми Эглингтон | 1946—1957  | 428   | 82   |
| 14 | Лейтон Бейнс    | 2007—2020  | 420   | 39   |
| 15 | Тим Ховард      | 2006—2016  | 414   | 1    |

| №  | Имя               | Период    | Матчи | Голы |
| -- | ----------------- | --------- | ----- | ---- |
| 1  | Дикси Дин         | 1925—1937 | 433   | 383  |
| 2  | Грэм Шарп         | 1980—1991 | 447   | 160  |
| 3  | Боб Латчфорд      | 1974—1981 | 289   | 138  |
| 4  | Алекс Янг         | 1901—1910 | 314   | 127  |
| 5  | Джо Ройл          | 1966—1974 | 276   | 119  |
| 6  | Рой Вернон        | 1960—1965 | 200   | 111  |
| 7  | Дейв Хиксон       | 1948—1959 | 243   | 109  |
| 8  | Эдгар Чадуик      | 1888—1899 | 300   | 104  |
| 9  | Альф Милуорд      | 1888—1897 | 224   | 100  |
| 10 | Тони Котти        | 1988—1994 | 241   | 99   |
| 11 | Кевин Шиди        | 1982—1992 | 369   | 97   |
| 12 | Джимми Сеттл      | 1899—1908 | 269   | 96   |
| 13 | Эдриан Хит        | 1899—1908 | 308   | 94   |
| 14 | Алекс Стивенсон   | 1934—1949 | 271   | 90   |
| 15 | Джон Уилли Паркер | 1947—1956 | 176   | 89   |

## Достижения

### Национальные
- Первый дивизион [пр 2]

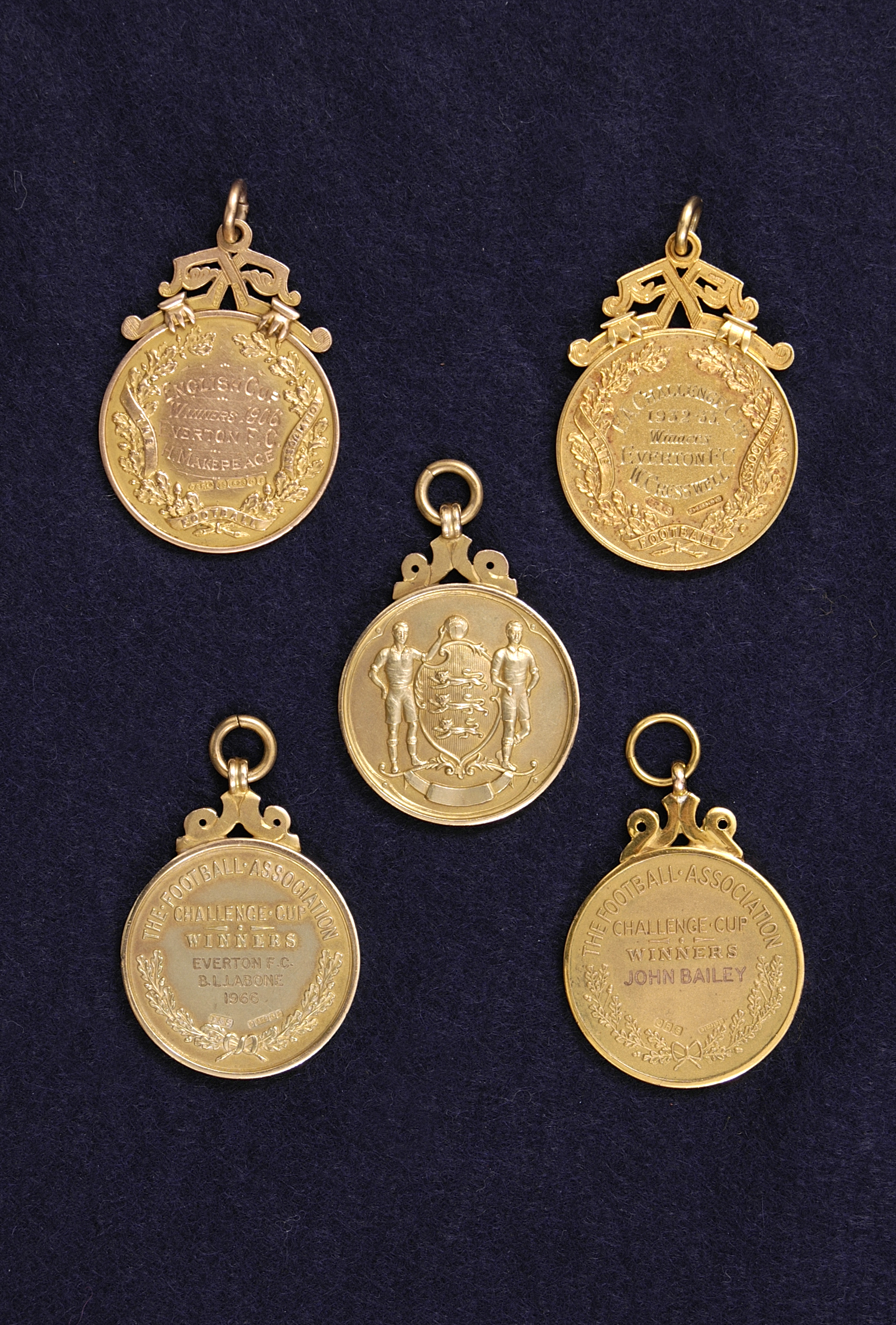
Медали футболистов «Эвертона»
за победы в Кубках Англии
1906, 1933, 1966 и 1984

  - Чемпион (9): 1890/91, 1914/15, 1927/28, 1931/32, 1938/39, 1962/63, 1969/70, 1984/85, 1986/87
  - Вице-чемпион (7): 1889/90, 1894/95, 1901/02, 1904/05, 1908/09, 1911/12, 1985/86

- Второй дивизион [пр 2]
  - Чемпион: 1930/31
  - Вице-чемпион: 1953/54

- Кубок Англии
  - Обладатель (5): 1906, 1933, 1966, 1984, 1995
  - Финалист (8): 1893, 1897, 1907, 1968, 1985, 1986, 1989, 2009

- Кубок Английской футбольной лиги
  - Финалист (2): 1977, 1984

- Суперкубок Англии
  - Обладатель (9): 1928, 1932, 1963, 1970, 1984, 1985, 1986[пр 3], 1987, 1995

- Кубок полноправных членов
  - Финалист (2): 1988/89, 1990/91

### Международные
- Кубок обладателей кубков УЕФА
  - Обладатель: 1985

- Лучший клуб мира по версии журнала World Soccer
  - Победитель: 1985

## Сотрудничество с другими клубами
«Эвертон» сотрудничает с ирландской футбольной академией «Ballyoulster United» в Селбридже, Ассоциацией Футбола провинции Онтарио в Канаде и Футбольной ассоциацией Таиланда. Клуб также имеет футбольную академию в кипрском Лимасоле и сотрудничает с американской командой «Питтсбург Риверхаундс».
Также некоторое время клуб владел и управлял профессиональной баскетбольной командой «Эвертон Тайгерз», однако перед сезоном 2010/11 «Эвертон» свернул финансирование команды и она была переименована в «Мерси Тайгерз».
Кроме того, «ириски» имеют связи с чилийским клубом «Эвертон» из города Винья-дель-Мар, который был назван в честь английского клуба. 4 августа 2010 года два «Эвертона» провели матч на «Гудисон Парк» в рамках товарищеского турнира Кубок Братства (англ. Brotherhood Cup, исп. Copa Hermandad), чтобы отметить столетие со дня основания чилийской команды.

### Комментарии
1. ↑  Саутолл был включён в Зал славы вместе со Стивеном Джеррардом на специальной церемонии, посвящённой победе Ливерпуля в конкурсе на звание культурной столицы Европы 2008 года.
2. 1 2  До 1992 года высшим дивизионом английского футбола был Первый дивизион Футбольной лиги; с 1992 года им является Премьер-лига. Вторым дивизионом в иерархии футбольных лиг Англии до 1992 года был Второй дивизион, а с 1992 им является Чемпионшип Английской футбольной лиги.
3. ↑  Разделённая победа (в матче была зафиксирована ничья; победителями объявлены оба клуба-участника)